# Mándok
Mándok (ukrajinsky Мандок, Mandok) je město ve východním Maďarsku v župě Szabolcs-Szatmár-Bereg, spadající pod okres Záhony, blízko hranic se župou Borsod-Abaúj-Zemplén a trojmezí Maďarska ze Slovenskem a Ukrajinou. Nachází se asi 56 km severovýchodně od Nyíregyházy. V roce 2015 zde žilo 4 143 obyvatel. Podle údajů z roku 2001 zde bylo 96 % obyvatel maďarské a 4 % romské národnosti.
Blízko Mándoku protéká řeka Tisza. Nejbližšími městy jsou Kisvárda, Vásárosnamény a Záhony. Blízko jsou též obce Benk, Eperjeske, Komoró, Mezőladány, Tiszamogyorós, Tornyospálca a Tuzsér.